# Spigelia hurleyi
Spigelia hurleyi là một loài thực vật có hoa trong họ Mã tiền. Loài này được Fern. Casas mô tả khoa học đầu tiên năm 2001.